# Knabstrupper
Knabstrupperen er en dansk hesterace, der igennem tiden har ændret udseende og brug. Major Willars Knudsen Lunn fremavlede racen på sin herregård, Knabstrup på Vestsjælland i begyndelsen af det 19. århundrede.
Knabstrupperen baserer sig i høj grad på Frederiksborgeren, af hvilken major Lunn hentede flere fra det berømte Løvenborg stutteri og andre steder. I avlen indgik i 1812 den berømte flæbehoppe, som var kommet til Danmark med de spanske tropper og var endt hos en slagter Flæbe i Holbæk.
Den var en zobelfuks, hvilket vil sige, at hårlaget er metalskinnende med hvid hale og man. Rundt om på kroppen – ikke mindst på krydset – havde den små runde, hvide og rødbrune pletter. Det var en meget hurtig og udholdende hest.
Først krydsede Lunn flæbehoppen med en gul frederiksborghingst fra Løvenborg og siden med en forædlet jysk hest, og den blev ved dem stammor til Knabstrupperne. De er ret store kraftige ride- og køreheste, der er spættede. Der har for år tilbage været avlet på skimlede knabstruppere, men denne egenskab er i dag ikke tilladt i avlen, da pletterne afbleges med alderen på skimler og dette er uønsket. Ligeledes har indkrydsning med appaloosa også været brugt og er nu også forbudt.
Knabstrupperen arvede flæbehoppens hurtighed og udholdenhed, og den kan opvise meget stærke hove, fremragende sted- og orienteringssans samt et roligt og godt temperament.
Denne prægtige, ofte smukke hesteraces bevarelse foregår i dag gennem Knabstrupperforeningen for Danmark. Foreningen er EU moderforbund, men der avles også knabstruppere i andre lande. Avlen er i dag opdelt i forskellige typer: sport, klassisk, ponyer og minatureponyer. 

## Knabstruppere i populærlitteraturen
I Astrid Lindgrens bøger om Pippi Langstrømpe har Pippi en plettet hest uden navn, som hun kalder lilla gubben (lille fyr). De fleste børn genkender umiddelbart en knabstrupper som en "Pippi Langstrømpe-hest".